# Ludwig Julius Caspar Mende

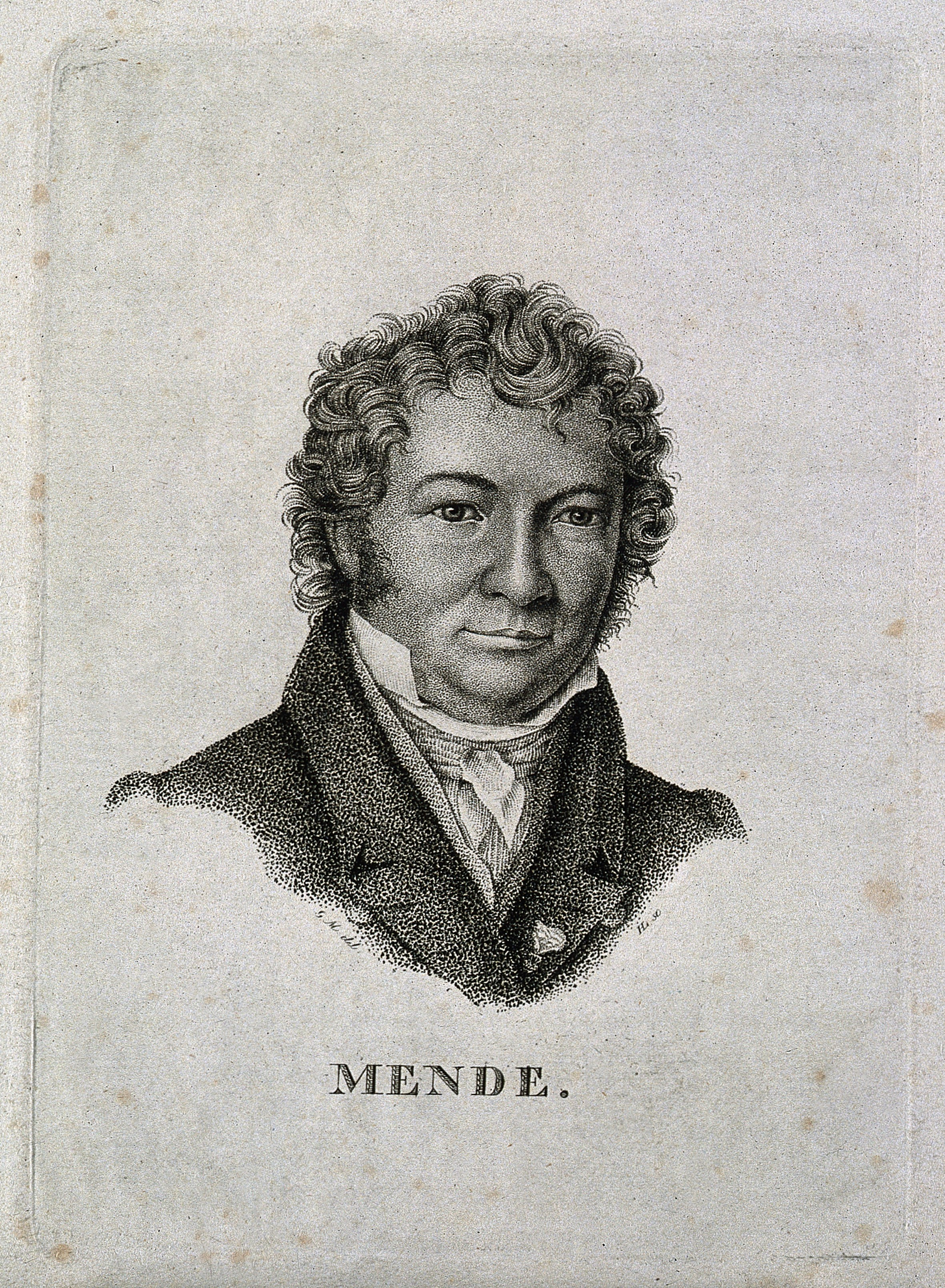
Ludwig Julius Caspar Mende

Ludwig Julius Caspar Mende (* 14. September 1779 in Greifswald; † 23. April 1832 in Göttingen) war ein deutscher Gynäkologe, Geburtshelfer und Gerichtsmediziner.

## Leben
Ludwig Mende besuchte die große Stadtschule in Greifswald. An der Universität Greifswald begann er 1797 ein Medizinstudium, das er von 1799 bis 1801 in Berlin, Würzburg, Bamberg und Göttingen fortsetzte. Nach der Promotion 1801 in Göttingen ließ er sich in Greifswald als praktischer Arzt und Privatdozent nieder. 1807 wurde er Adjunkt an der medizinischen Fakultät und Assessor am Königlichen Gesundheitscollegium in Schwedisch-Pommern. 1814 war er außerordentlicher und ab 1815 ordentlicher Professor der Medizin an der Universität Greifswald. Im Jahr 1820 wurde er zum Mitglied der Leopoldina gewählt.
Als Nachfolger von Johann Friedrich Osiander (1787–1855) ging er 1823 als Professor der Gerichtsmedizin und der Geburtshilfe an die Georg-August-Universität Göttingen. Bis zu seinem Tode 1832 war er Direktor der Klinik für Gynäkologie und Geburtshilfe an der Universität. 1825 wurde er zum ordentlichen Mitglied der Göttinger Akademie der Wissenschaften gewählt.
Mende befasste er sich nach dem Ausbau wissenschaftlich und medizinisch mit der in England praktizierten „künstlichen Frühgeburt“. In seiner Amtszeit wurden 1300 Entbindungen vorgenommen, wobei auffallend war, dass Zangengeburten nicht einmal 5 % ausmachten.
Die Therapie des Gebärmutterkrebses, die geschulte Ausbildung von Hebammen und die Frauenheilkunde wurden ein Schwerpunkt in der Wissenschaft und Forschung.
Eduard Caspar Jacob von Siebold wurde sein Nachfolger.